# Paneuropese Unie
De Paneuropese Unie is de oudste beweging die tot doel heeft om de Europese staten politiek en economisch te verenigen.
De beweging werd in 1923 opgericht door de Oostenrijkse graaf Richard Coudenhove-Kalergi. Na zijn dood in 1972 werd hij als president van de Internationale Paneuropa Unie opgevolgd door aartshertog Otto von Habsburg. Deze trad in 2004 terug en werd opgevolgd door de Fransman Alain Terrenoire.
Bekende leden van de Paneuropese Unie waren onder andere Albert Einstein, Thomas Mann, Franz Werfel, Salvador de Madariaga, Charles de Gaulle, Aristide Briand, Konrad Adenauer, Franz Josef Strauß, Bruno Kreisky en Georges Pompidou.
In Duitsland werd de Paneuropa Unie in 1933 door de nationaalsocialisten verboden, maar werd na de Tweede Wereldoorlog opnieuw opgericht. De Duitse Paneuropa Union is nauw verbonden met de CSU en de organisaties van Heimatvertriebenen.
In bijna alle landen van West- en Oost-Europa zijn tegenwoordig nationale afdelingen van de Paneuropa Unie. In Nederland is echter geen afdeling. Sinds 1975 is er ook een aparte jeugdafdeling, die eveneens in vele landen actief is.